# 山东柳
山东柳（学名：Salix koreensis var. shandongensis）为杨柳科柳属下的一个变种。

## 扩展阅读
- 維基物種上的相關：山东柳